# Крюковы
Крю́ковы — древний русский дворянский род из рязанских бояр.
При подаче документов (18 марта 1686) для внесения рода в Бархатную книгу, была предоставлена родословная роспись Крюковых, царская жалованная грамота Ивану Ивановичу Крюкову на вотчины: Сухотино, Ступино и Пятнино в Ростиславском стане Рязанского уезда (1613), а также четыре наказа и указные грамоты (1614-1632).
Род внесён в VI часть родословных книг Тульской и Московской губерний Российской империи, с XVII века известен как дворянская фамилия Курской губернии.
Родовое Древо Крюковых (ист. Чернопятов В. И. Род Крюковых. М., 1915.)

## Происхождение и история рода
Род происходит от "мужа честен" татарского Солохмира-мурзы, выехавшего из Большой Орды к великому князю рязанскому Олегу Ивановичу (1371), принявшего христианство с именем Иоанна Мирославовича, получивший сан боярина и рязанской княжны Анастасии Ивановны. В приданое он получил вотчины: Венёв, Ростовец, Веркушу, Михайлово поле, Вердерев, Беспутский стан и г. Ростиславль.
У них родился единственный сын, боярин Григорий Иванович, у которого было четыре сына, один из которых боярин Михаил Григорьевич по прозванию Абутайло (Абутало) получивший в вотчины Венёв и Ростовец, имел единственного  сына Григория Михайловича по прозванию Шишка, родоначальника дворянского рода Шишкины, который в свою очередь имел 5 сыновей, один из которых,Тимофей Григорьевич (V-е колено), прозванный Крюк, родоначальник Крюковых. Летопись о нём пишет: ".....а был он у великого князя рязанского конюшенным бояриным и дан ему был город Ростиславль в путь и на бою его ранили татары и он умер от тех ран и похоронен в Ростиславле, а того Ростиславль городища слывёт стар ростиславской".
Из рода Крюковых происходит канонизированный русской православной церковью в лике преподобного Корнилий Комельский (1457-1537).
Опричником Ивана Грозного числился Тит Крюков (1573).
В XVI и XVII веках шестнадцать Крюковых были убиты в сражениях, пятеро умерли в плену, четверо были воеводами.

## Описание гербов

#### Герб Крюковых 1785 г.
В Гербовнике Анисима Титовича Князева имеется изображение печати с графским гербом Ивана Никитича Крюкова: в щите имеющем синее поле и овальную форму изображены три зелёных бутона (маковые коробочки), две вверху одна внизу. Щит увенчан графским шлемом с графской на нём короной. Щитодержатели: два восстающих льва, с поднятыми хвостами и высунутыми языками. Цветовая гамма намёта не определена.
Примечание: изображенный на печати герб представляет собой нерусский герб.

#### Герб. Часть II. № 46.
Герб Рода Крюковых: щит поделён на четыре части. В первой, в голубом поле, золотая восьмиугольная звезда. Во второй, в красном поле, серебряный полумесяц рогами вверх. В третьей, в серебряном поле, красный цветок с зелёными листьями. В четвёртой, в золотом поле, накрест два крюка и на них вертикально сабля. Над щитом дворянский коронованный шлем. Намёт голубой и красный, подложен золотом.

#### Герб. Диплом от 27 октября 1861 г.
Герб Петра Крюкова: щит разделён на четыре части. В первой части, в синем поле, изображена восьмиугольная звезда. Во второй части, в красном поле, серебряный полумесяц рогами кверху. В третьей части, в серебряном поле, цветок вроде тюльпана. В четвёртой части, в золотом поле, серебряный меч остриём кверху и на нём крестообразно положены два чёрных крюка.

## Известные представители
- Крюков-Глебов-Андреец Никифор — помещик Бежецкой пятины (1545)[8].
- Крюков-Глебов-Сорокоумов Юрий Васильевич — помещик Бежецкой пятины (1556)[8].
- Крюков-Глебов-Сорокоумов Фёдор Васильевич — Новгородский ясельничий (1556)[8].
- Крюков Василий Клементьевич — городовой дворянин Ростовецкого стана, выставлял двух боевых коней, сам в доспехах и шлеме, при нём два боевых холопа на конях с копьями, два человека на конях с вьюками (1556).
- Крюков Андрей Тимофеевич по прозванию Немец — голова в Серпухове и Иловне (1575), пристав у польских послов (1581), местничал с Андреем Измайловым (1582)[8].
- Крюков Савва Андреевич — умер (1582), похоронен в Троице-Сергиевой лавре.
- Крюков Михаил Васильевич — пожалован из поместного оклада в вотчину 130 четей в Соловском уезде (1614).
- Крюков Максим Петрович — голова у алатырских и шацких служилых татар (1614), тульский городовой дворянин (1627—1629), воевода в Мценске (1627), Крапивне (1630), в Дедилове (1632)[9].
- Крюков Никифор Никитич — воевода в Дедилове (1625).
- Крюковы: Никифор Никитич, Иван Петрович, Воин Иванович, Афанасий Иванович — тульские городовые дворяне (1627—1629).
- Крюков Иван Кондратьевич — вологодский городовой дворянин (1629).
- Крюков Фёдор Михайлович — соловской городовой дворянин (1627—1629).
- Крюков Иван Андреевич — московский дворянин (1627—1629), послан воеводой в Шую вместо Овцына (1629—1630), воевода в Пустоозёрске (1632).
- Крюков Алексей Иванович — стольник патриарха Филарета (1629).
- Крюков Александр Назарьевич (Казаринов) — тульский городовой дворянин (1627—1629), крупнейший помещик Тульского уезда (1628—1633).
- Крюков Денис Евстафьевич — путный ключник, был у питья и еств на свадьбе царя Алексея Михайловича и М. И. Милославской.
- Крюков Денис Максимович по прозванию Енисей — помещик Тульского уезда (1646), ездил за царицею Марией Ильиничной в Звенигород (1649).
- Крюков Иван Иванович — за московское осадное сидение пожалован вотчиной (1622), пристав у литовского гонца (1650), упомянут (1678).
- Крюков Иван Иванович — московский дворянин (1629), стряпчий (1683—1692).
- Крюков Никита Иванович — московский дворянин (1640—1658), ездил с царицей Марией Ильиничной в Звенигород (1649).
- Крюков Алексей Максимович — стольник патриарха (1639).
- Крюков Афанасий — воевода в Курске (1650).
- Крюков Иван Савич — воевода в Коломне (1650 и 1679[10]).
- Крюков Фёдор Васильевич — пожалован в окольничие (1655), получил кормление по должности ясельничего.
- Крюковы: Сила и Константин по прозванию Плакида Ивановичи, Иван Савич — московские дворяне (1660—1692).
- Крюков № — воевода в Кашире (1661).
- Крюков Иван — воевода в Нижнем-Новгороде (1668).
- Крюков Севастьян Силыч — стряпчий (1683), стольник (1686—1692), воевода в Данкове (1693—1699).
- Крюков Максим Лаврентьевич — стольник царицы Натальи Кирилловны (1692).
- Крюковы: Степан Константинович, Семён Осипович, Иван Силин, Григорий Матвеевич, Елисей Александрович — стряпчие (1692).
- Крюковы: Степан Афанасьевич, Семён, Пётр и Михаил Ивановичи, Иван Матвеевич, Епифан Силич, Емельян Васильевич — стольники (1686—1692).
- Крюков Алексей Семёнович — стольник (1696)[11][12].
- Крюков Дмитрий Семёнович — стремянной конюх, умер (до 1742).
- Крюков Иван Емельянович — поручик Ростовского пехотного полка (1718), капитан, женат на княжне Борятинской.
- Крюков Василий Дмитриевич — капитан лейб-гвардии Преображенского полка (1761).
- Крюков Василий Васильевич — капитан лейб-гвардии Измайловского полка, имел свой дом в Москве.
- Крюков Павел Иванович — надворный советник, погребён с женой и сыновьями в Новодевичьем монастыре.
- Крюков Александр Семёнович — нижегородский вице-губернатор.
- Крюков Николай Павлович — генерал-майор, погребен в Новодевичьем монастыре (1850).
- Крюкова Ольга Павловна — замужем за князем В.И. Горчаковым.
- Крюков Александр Александрович — декабрист.
- Крюков Николай Александрович — декабрист.
- Крюкова Надежда Александровна — замужем за князем Н. Н. Черкасским.
- Крюков Александр Степанович — действительный статский советник, женат на княжне П. А. Черкасской, дочери смоленского губернатора князя Черкасского Александра Андреевича.
- Крюкова Мавра Егоровна (1802—1853) — замужем за нижегородским губернатором Быховец Степаном Антиповичем.
- Крюков Алексей Егорович — прапорщик, ему после смерти сестры Мавры Егоровны перешло майоратное имение её устроенное (1839).
- Крюков Пётр Иванович — полковник, женат на княжне М.А. Оболенской.
- Крюков Николай Петрович — прапорщик лейб-гвардии Измайловского полка (1852—1854), подпоручик (1858), поручик (1862), Богородицкий уездный предводитель дворянства (1883—1894).
- Крюкова Авдотья Афанасьевна урождённая Бунина — дочь отца поэта В. А. Жуковского.